# Podlesí (Kuřim)
Podlesí je osada, součást města Kuřim v okrese Brno-venkov v Jihomoravském kraji. Leží na východním okraji katastru města a tvoří jednu z jeho základních sídelních jednotek. Rozkládá se na svahu v sousedství lesů přiléhajících k Babímu lomu.

## Historie
Osadu začala budovat roku 1943 pro své zaměstnance firma Klöckner-Flugmotorenbau. Z počátku se nové osadě říkalo Nový Hamburk, později získala své dnešní jméno. V letech 1948–1950 byly domy přestavěny továrnou TOS Kuřim. Osada později přerostla i na tehdejší katastr obce Lelekovic, což bylo důvodem k posunu katastrální hranice mezi Kuřimí a Lelekovicemi, k níž došlo k 1. lednu 1961. Jednalo se přesněji o dva obytné domy a kulturní dům. Celkem bylo ke Kuřimi z Lelekovic překatastrováno 6 hektarů.

## Seznam ulic
V samotné osadě Podlesí se k 22. dubnu 2017 nacházelo 7 ulic s celkem 213 adresami:
- Dukelská (59 adres)
- Fučíkova (39 adres)
- Kpt. Jaroše (13 adres)
- Nad Záhořím (12 adres)
- Pod Slavičkou (18 adres)
- Skřičkova (27 adres)
- Šmeralova (45 adres)

V základní sídelní jednotce jako takové pak existuje mimo osadu Podlesí existuje ještě jižněji položená ulice Opálenka, v níž je jedna adresa.